# Susz (stacja kolejowa)
Susz – stacja kolejowa w Suszu, w województwie warmińsko-mazurskim, w Polsce. Według klasyfikacji PKP ma kategorię dworca lokalnego. Budynek dworca wybudowano w 1876 roku.

## Wypadki kolejowe
1 października 1985 doszło w Suszu do katastrofy kolejowej, pociąg pośpieszny najechał na tył pociągu towarowego z cysternami wypełnionymi olejem napędowym. Po uderzeniu nastąpiło spiętrzenie wagonów, pęknięcie cystern i zapalenie się rozlanego oleju napędowego. Jako pierwsza jednostka przybyła na miejsce katastrofy OSP Susz i przystąpiła do gaszenia pożaru oraz udzielania pierwszej pomocy poszkodowanym. W akcji tej brało udział 41 zastępów straży pożarnej z byłego województwa elbląskiego i olsztyńskiego. W wypadku tym zginęły 4 osoby, a 34 zostały ranne.

## Modernizacja
W 2014 roku, w ramach budowy wiaduktu, ukończono budowę przejścia podziemnego i dostawiono zadaszone ławki. W latach 2019–2021 miała miejsce gruntowna modernizacja dworca. Przebudowa była współfinansowana ze środków unijnych. Jej łączny koszt to 7,5 mln zł brutto.

## Ruch pasażerski[6]
| Rok  | Wymiana pasażerska na dobę |
| ---- | -------------------------- |
| 2017 | 300-499                    |
| 2018 | 300-499                    |
| 2019 | 300-499                    |
| 2020 | 200-299                    |
| 2021 | 200-299                    |
| 2022 | 300-499                    |
| 2023 | 300-499                    |

## Połączenia
- Malbork
- Iława
- Prabuty
- Gdańsk
- Gdynia
- Olsztyn
- Warszawa (sezonowo)